# Torneo de Roland Garros 1955
La edición 54.ª de los Internacionales de Francia de Roland Garros se celebró  entre el 24 de mayo y el 4 de junio de 1955 en las pistas del Stade Roland Garros de París, Francia.
El cuadro individual masculino lo iniciaron 104 tenistas  mientras que el cuadro individual femenino comenzó con 48 tenistas.

## Hechos destacados
En la competición individual masculina se impuso  por el estadounidense  Tony Trabert  logrando el segundo y último  de los títulos que obtendría en Roland Garros  al imponerse en la final al sueco  Sven Davidson.
En la competición individual femenina la victoria fue para la británica Angela Mortimer que lograba su único título en París  al imponerse a la estadounidense  Dorothy Head.

## Palmarés
|                      | Vencedor                   | Resultado          | Finalista                         | Finalista |
| -------------------- | -------------------------- | ------------------ | --------------------------------- | --------- |
| Individual masculino | Tony Trabert               | 2-6, 6-1, 6-4, 6-2 | Sven Davidson                     |           |
| Individual femenino  | Angela Mortimer            | 2-6, 7-5, 10-8     | Dorothy Head                      |           |
| Dobles masculino     | Vic Seixas Tony Trabert    | 6-1, 4-6, 6-2, 6-4 | Nicola Pietrangeli Orlando Sirola |           |
| Dobles femenino      | Beverly Baker Darlene Hard | 7-5, 6-8, 13-11    | Shirley Bloomer Patricia Ward     |           |
| Dobles mixto         | Darlene Hard Gordon Forbes | 5-7, 6-1, 6-2      | Jenny Staley Luis Ayala           |           |

## Cabezas de serie
| N° | Jugador             | Resultado                   | Resultado               |
| 1  | Tony Trabert        | Victoria sobre              | Sven Davidson (11)      |
| 2  | Victor Elias Seixas | Cuartos de final batido por | Giuseppe Merlo (7)      |
| 3  | Budge Patty         | Cuartos de final batido por | Sven Davidson (11)      |
| 4  | Hamilton Richardson | Semifinal batido por        | Tony Trabert (1)        |
| 5  | Arthur D. Larsen    | 4ª ronda batido por         | Herbert Flam (12)       |
| 6  | Enrique Morea       | 4ª ronda batido por         | Sven Davidson (11)      |
| 7  | Giuseppe Merlo      | Semifinal batido por        | Sven Davidson (11)      |
| 8  | Mervyn Rose         | Cuartos de final batido por | Tony Trabert (1)        |
| 9  | Wladyslaw Skonecki  | 4ª ronda batido por         | Mervyn Rose (8)         |
| 10 | Philippe Washer     | 4ª ronda batido por         | Budge Patty (3)         |
| 11 | Sven Davidson       | Cuartos de final batido por | Tony Trabert (1)        |
| 12 | Herbert Flam        | Cuartos de final batido por | Hamilton Richardson (4) |
| 13 | Paul Remy           | 4ª ronda batido por         | Hamilton Richardson (4) |
| 14 | Jacques Brichant    | 4ª ronda batido por         | Budge Patty (3)         |
| 15 | Kurt Nielsen        | 4ª ronda batido por         | Victor Elias Seixas (2) |
| 16 | Luis Ayala          | 4ª ronda batido por         | Tony Trabert (1)        |

| N° | Jugadora           | Resultado                   | Resultado            |
| 1  | Beverley Fleitz    | Semifinal batida por        | Dorothy Knode (4)    |
| 2  | Angela Mortimer    | Victoria sobre              | Dorothy Knode (4)    |
| 3  | Darlene Hard       | 2ª ronda batida por         | Heather Brewer       |
| 4  | Dorothy Knode      | Final batida por            | Angela Mortimer (2)  |
| 5  |                    |                             |                      |
| 6  | Patricia Ward      | 3ª ronda batida por         | Beryl Penrose (11)   |
| 7  | Erika Vollmer      | Cuartos de final batida por | Angela Mortimer (2)  |
| 8  | Shirley Bloomer    | Cuartos de final batida por | Dorothy Knode (4)    |
| 9  | Zsuzsi Kormoczy    | 1ª ronda batida por         | Michelle Bourbonnais |
| 10 | Maud Galtier       | 1ª ronda batida por         | Fanny Ten Bosch      |
| 11 | Beryl Penrose      | Cuartos de final batida por | Heather Brewer       |
| 12 | Hazel Redick-Smith | 3ª ronda batida por         | Shirley Bloomer (8)  |
| 13 | Angela Buxton      | 3ª ronda batida por         | Dorothy Knode (4)    |
| 14 | Toto Zehden        | 3ª ronda batida por         | Heather Brewer       |
| 15 | Anne Marie Seghers | 2ª ronda batida por         | Dora Kilian          |
| 16 | Lea Pericoli       | 3ª ronda batida por         | Beverley Fleitz (1)  |

## Cuadros Finales

### Categoría senior

#### Torneo individual masculino
|  | Cuartos de final | Cuartos de final    | Cuartos de final | Cuartos de final    | Cuartos de final | Cuartos de final |    |               | Semifinales  | Semifinales | Semifinales | Semifinales | Semifinales |  |   | Final        | Final | Final | Final | Final | Final |  |
|  |                  |                     |                  |                     |                  |                  |    |               |              |             |             |             |             |  |   |              |       |       |       |       |       |  |
|  |                  |                     |                  |                     |                  |                  |    |               |              |             |             |             |             |  |   |              |       |       |       |       |       |  |
|  | 1                | Tony Trabert        | 6                | 3                   | 6                | 6                |    |               |              |             |             |             |             |  |   |              |       |       |       |       |       |  |
|  | 1                | Tony Trabert        | 6                | 3                   | 6                | 6                |    |               |              |             |             |             |             |  |   |              |       |       |       |       |       |  |
|  | 8                | Mervyn Rose         | 2                | 6                   | 3                | 0                |    |               |              |             |             |             |             |  |   |              |       |       |       |       |       |  |
|  | 8                | Mervyn Rose         | 2                | 6                   | 3                | 0                |    | 1             | Tony Trabert | 6           | 2           |             |             |  |   |              |       |       |       |       |       |  |
|  |                  |                     |                  |                     |                  |                  |    | 1             | Tony Trabert | 6           | 2           |             |             |  |   |              |       |       |       |       |       |  |
|  |                  |                     | 4                | Hamilton Richardson | 1                | 2                | r  |               |              |             |             |             |             |  |   |              |       |       |       |       |       |  |
|  | 4                | Hamilton Richardson | 4                | Hamilton Richardson | 1                | 2                | r  | 6             | 4            | 6           | 6           |             |             |  |   |              |       |       |       |       |       |  |
|  | 4                | Hamilton Richardson |                  |                     |                  |                  |    |               |              | 6           | 6           |             |             |  |   |              |       |       |       |       |       |  |
|  | 12               | Herbert Flam        | 3                | 6                   | 1                | 3                |    |               |              |             |             |             |             |  |   |              |       |       |       |       |       |  |
|  | 12               | Herbert Flam        | 3                | 6                   | 1                | 3                |    |               |              |             |             |             |             |  | 1 | Tony Trabert | 2     | 6     | 6     | 6     |       |  |
|  |                  |                     |                  |                     |                  |                  |    |               |              |             |             |             |             |  | 1 | Tony Trabert | 2     | 6     | 6     | 6     |       |  |
|  |                  |                     | 11               | Sven Davidson       | 6                | 1                | 4  | 2             |              |             |             |             |             |  |   |              |       |       |       |       |       |  |
|  | 11               | Sven Davidson       | 11               | Sven Davidson       | 6                | 1                | 4  | 2             | 7            | 10          | 6           |             |             |  |   |              |       |       |       |       |       |  |
|  | 11               | Sven Davidson       |                  |                     |                  |                  |    |               |              | 10          | 6           |             |             |  |   |              |       |       |       |       |       |  |
|  | 3                | Budge Patty         | 5                | 8                   | 0                |                  |    |               |              |             |             |             |             |  |   |              |       |       |       |       |       |  |
|  | 3                | Budge Patty         | 5                | 8                   | 0                |                  | 11 | Sven Davidson | 6            | 6           | 6           |             |             |  |   |              |       |       |       |       |       |  |
|  |                  |                     |                  |                     |                  |                  | 11 | Sven Davidson | 6            | 6           | 6           |             |             |  |   |              |       |       |       |       |       |  |
|  |                  |                     | 7                | Giuseppe Merlo      | 3                | 3                | 2  |               |              |             |             |             |             |  |   |              |       |       |       |       |       |  |
|  | 7                | Giuseppe Merlo      | 7                | Giuseppe Merlo      | 3                | 3                | 2  | 12            | 6            | 6           |             |             |             |  |   |              |       |       |       |       |       |  |
|  | 7                | Giuseppe Merlo      |                  |                     |                  |                  |    |               |              | 6           |             |             |             |  |   |              |       |       |       |       |       |  |
|  | 2                | Victor Elias Seixas | 10               | 3                   | 3                |                  |    |               |              |             |             |             |             |  |   |              |       |       |       |       |       |  |
|  | 2                | Victor Elias Seixas | 10               | 3                   | 3                |                  |    |               |              |             |             |             |             |  |   |              |       |       |       |       |       |  |
|  |                  |                     |                  |                     |                  |                  |    |               |              |             |             |             |             |  |   |              |       |       |       |       |       |  |

#### Torneo individual  femenino
|  | Cuartos de final | Cuartos de final | Cuartos de final | Cuartos de final | Cuartos de final |   |                 | Semifinales | Semifinales | Semifinales | Semifinales |   |               | Final | Final | Final | Final | Final |  |
|  |                  |                  |                  |                  |                  |   |                 |             |             |             |             |   |               |       |       |       |       |       |  |
|  |                  |                  |                  |                  |                  |   |                 |             |             |             |             |   |               |       |       |       |       |       |  |
|  | 1                | Beverley Fleitz  | 6                | 6                |                  |   |                 |             |             |             |             |   |               |       |       |       |       |       |  |
|  | 1                | Beverley Fleitz  | 6                | 6                |                  |   |                 |             |             |             |             |   |               |       |       |       |       |       |  |
|  | 8                | Ginette Bucaille | 1                | 1                |                  |   |                 |             |             |             |             |   |               |       |       |       |       |       |  |
|  | 8                | Ginette Bucaille | 1                | 1                |                  | 1 | Beverley Fleitz | 2           | 3           |             |             |   |               |       |       |       |       |       |  |
|  |                  |                  |                  |                  |                  | 1 | Beverley Fleitz | 2           | 3           |             |             |   |               |       |       |       |       |       |  |
|  |                  |                  | 4                | Dorothy Knode    | 6                | 6 |                 |             |             |             |             |   |               |       |       |       |       |       |  |
|  | 4                | Dorothy Knode    | 4                | Dorothy Knode    | 6                | 6 | 6               | 6           |             |             |             |   |               |       |       |       |       |       |  |
|  | 4                | Dorothy Knode    |                  |                  |                  |   |                 |             |             |             |             |   |               |       |       |       |       |       |  |
|  | 8                | Shirley Bloomer  | 3                | 3                |                  |   |                 |             |             |             |             |   |               |       |       |       |       |       |  |
|  | 8                | Shirley Bloomer  | 3                | 3                |                  |   |                 |             |             |             |             | 4 | Dorothy Knode | 6     | 5     | 8     |       |       |  |
|  |                  |                  |                  |                  |                  |   |                 |             |             |             |             | 4 | Dorothy Knode | 6     | 5     | 8     |       |       |  |
|  |                  |                  | 2                | Angela Mortimer  | 2                | 7 | 10              |             |             |             |             |   |               |       |       |       |       |       |  |
|  | 11               | Beryl Penrose    | 2                | Angela Mortimer  | 2                | 7 | 10              | 5           | 8           | 3           |             |   |               |       |       |       |       |       |  |
|  | 11               | Beryl Penrose    |                  |                  |                  |   |                 |             | 8           | 3           |             |   |               |       |       |       |       |       |  |
|  |                  | Heather Brewer   | 7                | 6                | 6                |   |                 |             |             |             |             |   |               |       |       |       |       |       |  |
|  |                  | Heather Brewer   | 7                | 6                | 6                |   | Heather Brewer  | 1           | 1           |             |             |   |               |       |       |       |       |       |  |
|  |                  |                  |                  |                  |                  |   | Heather Brewer  | 1           | 1           |             |             |   |               |       |       |       |       |       |  |
|  |                  |                  | 2                | Angela Mortimer  | 6                | 6 |                 |             |             |             |             |   |               |       |       |       |       |       |  |
|  | 7                | Erika Vollmer    | 2                | Angela Mortimer  | 6                | 6 | 3               | 4           |             |             |             |   |               |       |       |       |       |       |  |
|  | 7                | Erika Vollmer    |                  |                  |                  |   |                 |             |             |             |             |   |               |       |       |       |       |       |  |
|  | 2                | Angela Mortimer  | 6                | 6                |                  |   |                 |             |             |             |             |   |               |       |       |       |       |       |  |
|  | 2                | Angela Mortimer  | 6                | 6                |                  |   |                 |             |             |             |             |   |               |       |       |       |       |       |  |
|  |                  |                  |                  |                  |                  |   |                 |             |             |             |             |   |               |       |       |       |       |       |  |